# 파키스탄 국가심계국
파키스탄 국가심계국(우르두어: قومی احتساب بیورو, 영어: National Accountability Bureau, NAB), 국가책임청, 국가책임국은 파키스탄의 반부패기구로 파키스탄 국민의회의 의원, 사법부, 경찰, 군, 기타 공직, 국영기업, 공공사업 계약 등의 회계상 비리를 적발하고 감찰하는 기구이다.
파키스탄 국가심계국의 설립은 페르베즈 무샤라프가 1999년 파키스탄 쿠데타로 실권을 잡고 부패 척결을 위한 노력을 약속했던 배경에서 비롯된다.
무샤라프의 측근이었던 사이드 암자드가 국가심계국 설립을 주도했고 그는 실제로 부패 혐의가 있는 사람들을 기소했다.
초기 국가심계국은 부정한 수단으로 재산을 축적한 이들의 명단을 작성하기도 했으며, 이들 중에는 전 대통령의 자녀, 파키스탄 상원 의원과 제대한 장성들의 가족, 파키스탄 수전력 개발국의 전 국장 등이 포함되어 있었다. 하지만 사이드 암자드는 무샤라프의 측근을 부패혐의로 기소할 것을 주장했다가 교체되었다.

## 참고 문헌
- National Accountability Ordinance (PDF) (보고서). 2010년 3월 26일. 2024년 3월 5일에 확인함.
- 변규태 (2018년 1월 5일). 해외 반부패 및 옴부즈만 동향 (2017년 4분기) (보고서). 대한민국 국민권익위원회. 2024년 3월 5일에 확인함.
- Feisal Khan. “Corruption and the Decline of the State in Pakistan”. 《Asian Journal of Political Science》 (영어) (Routledge) 15 (2): 219-247. (구독 필요).

## 같이 보기
- 세계의 반부패기구